# ひたちなか市総合運動公園総合体育館

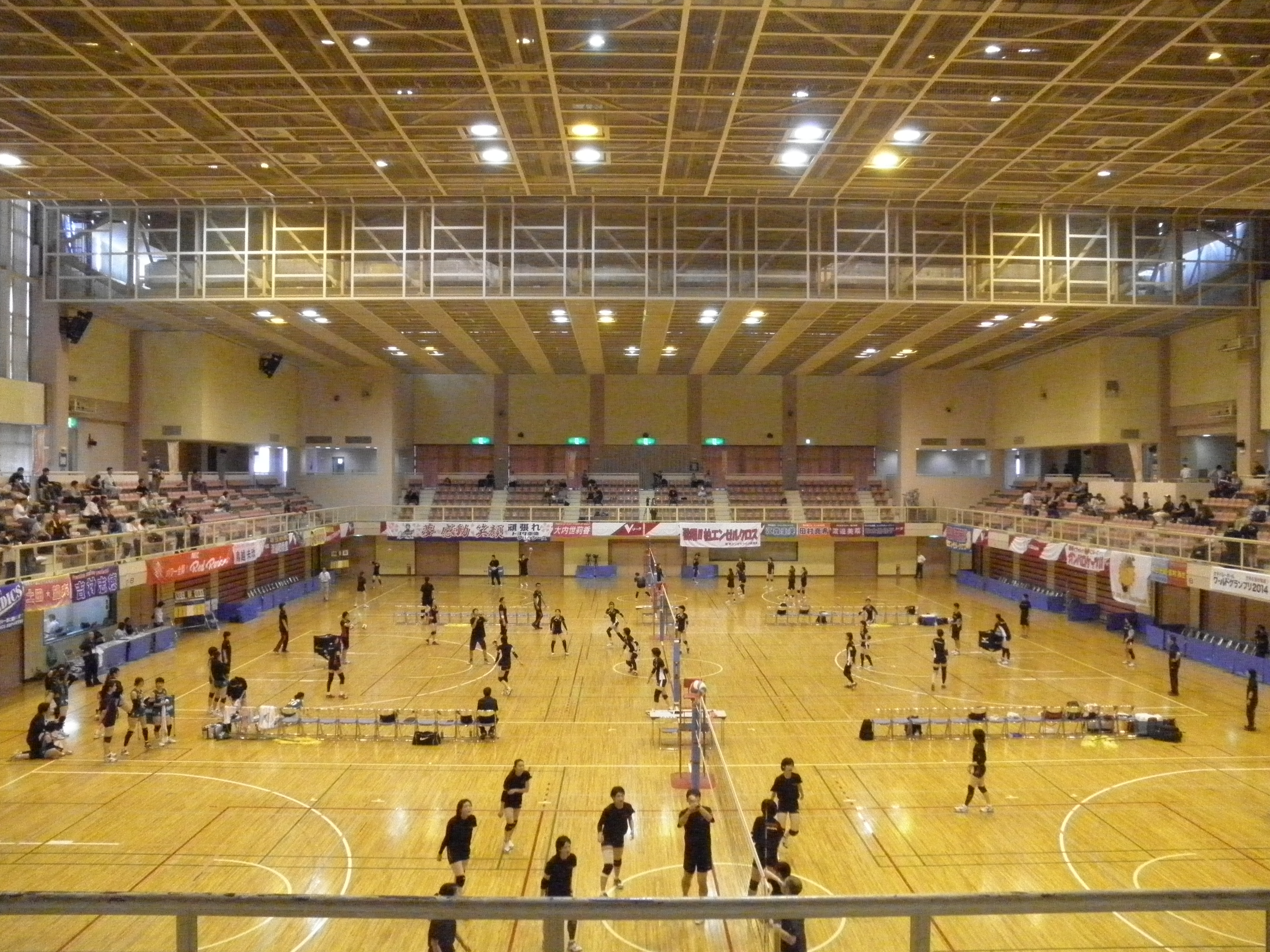
ひたちなか市総合運動公園総合体育館のアリーナ部分

ひたちなか市総合運動公園総合体育館（ひたちなかし そうごううんどうこうえん そうごうたいいくかん）は、茨城県ひたちなか市にある屋内スポーツ施設である。ひたちなか市総合運動公園内に所在する。

## 概要
1997年10月にオープン。2006年4月より指定管理者として、財団法人ひたちなか市文化・スポーツ振興公社（現：ひたちなか市生活・文化・スポーツ公社）が管理運営を行っている。2009年度の年間利用者数は26万人を超える。
2011年3月に発生した東日本大震災により被災し、復旧工事のために一時閉館した。

## 施設
- メインアリーナ
  - 面積 - 2,390m2
  - 利用可能数 - バレーボール 3面、バスケットボール 3面、バドミントン 12面など
  - 観客席数 - 固定席 1,496人、可動席 1,024人、身障者席 16人　合計 2,536人
- サブアリーナ
  - 面積 - 1,060m2
  - 利用可能数 - バレーボール 1面、バスケットボール 1面、バドミントン 3面など
- 武道場
  - 面積 - 837m2
- 弓道場 - 6人立
- スポーツサウナ
- トレーニング室

## 主な大会・イベント
- Wリーグの日立ハイテク クーガーズがホームタウンゲームを開催しているほか、Bリーグの茨城ロボッツのホームゲームも行われる。
- Vリーグの日立Astemoリヴァーレがホームゲームを開催している。

## 関連施設
ひたちなか市総合運動公園内の施設は次の通り。
- 陸上競技場
- 野球場
- テニスコート
- レクリエーション広場
- スポーツ広場

## 交通アクセス
- JR常磐線勝田駅 徒歩50分、またはバス「市民球場」下車またはタクシー10分[3]。